# Toyota C-HR
La Toyota C-HR è un' autovettura di tipo crossover SUV prodotta dalla casa automobilistica giapponese Toyota dal 2016.

## Prima generazione (AX10/AX50; 2016-2023)

### Contesto e debutto

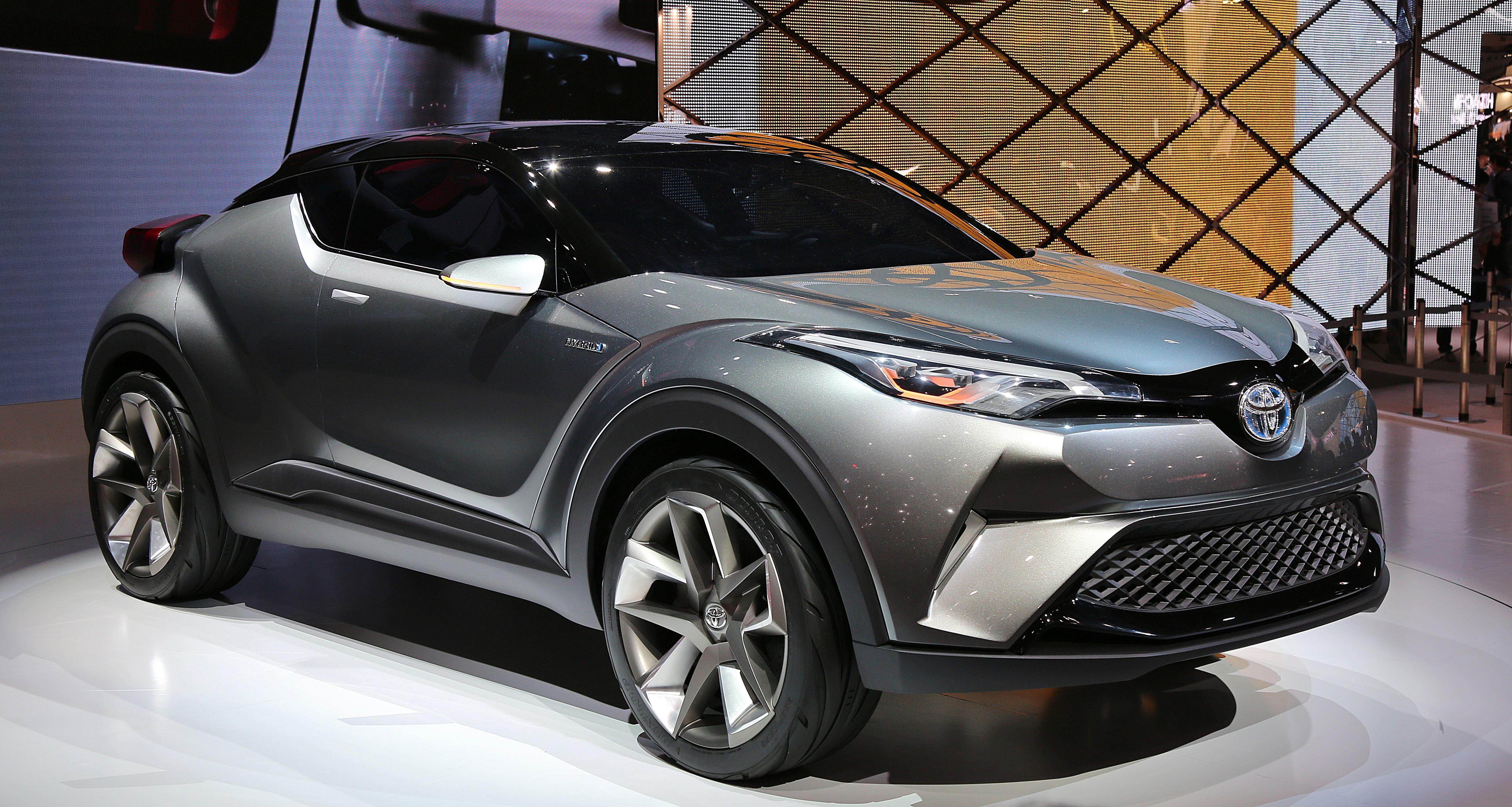
Toyota C-HR Concept

Inizialmente presentata al salone di Parigi nel 2014 come prototipo col nome di Toyota C-HR Concept, viene in seguito realizzata come prova di design. Ne viene quindi presentta al salone di Francoforte 2015 una versione aggiornata e la versione definitiva di serie viene presentata al Salone di Ginevra 2016. L'auto è stata oggetto di un restyling a fine 2019, con inizio delle vendite nel 2020. 
Questo restyling ha introdotto anche la versione ibrida con motore 2.0 litri da 184 CV. Nel 2021 è stata presentata la versione C-HR GR Sport, caratterizzata da modifiche estetiche, un aggiornamento del Toyota Safety Sense e una taratura più sportiva per pneumatici, sospensioni e sterzo.

### Profilo
Il modello si basa sulla piattaforma TNGA della Toyota; il nome C-HR sta per Coupé-High Rider.
Oltre a un motore a benzina turbo a iniezione diretta da 1,2 litri con 85 kW (116 CV), la C-HR è disponibile anche in versione ibrida con un motore termico a benzina da 1,8 litri abbinato a un propulsore elettrico, per una potenza complessiva di 90 kW (122 CV). La versione 1.8 Hybrid ha consumi di 4,9 L/100 km e emissioni di circa 110 g/km di CO2, secondo il ciclo di omologazione WLTP del 2021.
Le emissioni di CO2 variano in base alla motorizzazione e all'allestimento: la versione Active emette 110 g/km, la Comfort 119 g/km e la Trend 111 g/km.
Il progetto originale della Toyota prevedeva che il modello fosse venduto col marchio Scion in Nord America. Successivamente, Toyota ha deciso di commercializzare la C-HR a livello globale con il proprio marchio.
Al lancio, già prima dell'inizio ufficiale delle vendite, è stata presentata la C-HR "First Edition": un'edizione limitata (e numerata) che è andata quasi esaurita in appena 10 giorni. La First Edition è caratterizzata da una verniciatura bicolore argento con tetto nero, vetri posteriori oscurati e cerchi in lega bicolore da 18". L'abitacolo è realizzato con pelle nera con finiture blu ed è dotata di volante e sedili riscaldabili con climatizzatore bizona. Il sistema multimediale Toyota Touch 2 include il navigatore e offre, come optional, un impianto audio JBL premium con 9 altoparlanti. La Toyota C-HR "First Edition" è disponibile con la sola motorizzazione ibrida.
L'auto inizialmente è stata proposta unicamente con cambio automatico (denominato CVT per il 1,2 ed E-CVT per la 1,8), poi è arrivato il manuale soltanto per la motorizzazione 1.2. La trazione integrale (AWD) è disponibile esclusivamente con il motore 1.2 turbo benzina. Ad aprile 2017, la C-HR è stata resa disponibile anche con il cambio manuale a 6 rapporti, riservato però a un solo allestimento, il 1.2 Active.
La gamma era inizialmente composta da tre allestimenti: Active, Style e Lounge. L'Active offre di serie i cerchi in lega da 17", fendinebbia, retrovisori esterni ripiegabili elettricamente e riscaldabili, specchietto retrovisore interno elettro cromatico, freno di stazionamento elettronico, Smart Entry & Push Start, Toyota Touch con telecamera posteriore e schermo da 8", DAB, clima automatico bizona, sensore pioggia e crepuscolare e Toyota Safety Sense Plus, che include: Pre-Collision System (PCS) con rilevamento pedoni, Road Sign Assist (RSA), Riconoscimento segnaletica stradale, Lane Departure Alert (LDA), Auto High Beam (AHB) e Cruise Control Adattivo.
La versione Style aggiunge i cerchi in lega da 18", vetri posteriori oscurati, una livrea bicolore con tetto nero metallizzato (soltanto per questo allestimento), sedili anteriori riscaldabili, sedile guidatore con supporto lombare regolabile elettricamente, interni in tessuto Electric Blue, mentre la Lounge si caratterizza per i cerchi in lega bruniti da 18", sensori di parcheggio anteriori e posteriori, sistema di assistenza al parcheggio (parcheggio semiautomatico), i sedili in misto pelle/tessuto e finiture interne Fashion Brown.
Il pacchetto Tech Pack (disponibile solo per gli allestimenti Style e Lounge) include il sistema di assistenza al mantenimento della corsia, l’avviso di ostacoli posteriori, il controllo degli angoli ciechi, fari posteriori oscurati, fendinebbia a LED, fari a LED anteriori e posteriori e indicatori di direzione anteriori dinamici a LED. Il sistema audio Premium JBL (9 altoparlanti) e il navigatore satellitare Toyota Touch 2 with Go Plus sono optional non compresi nel Tech Pack. A fine 2017 viene introdotto l'allestimento Trend, disponibile sia per la versione 1.2 benzina che per quella ibrida. Il nuovo allestimento offre cerchi in lega da 18", vetri posteriori oscurati, vernice metallizzata e interni in tessuto grigio con finiture in Piano Black e sedili anteriori riscaldabili.

## Seconda generazione (AX20; dal 2023)

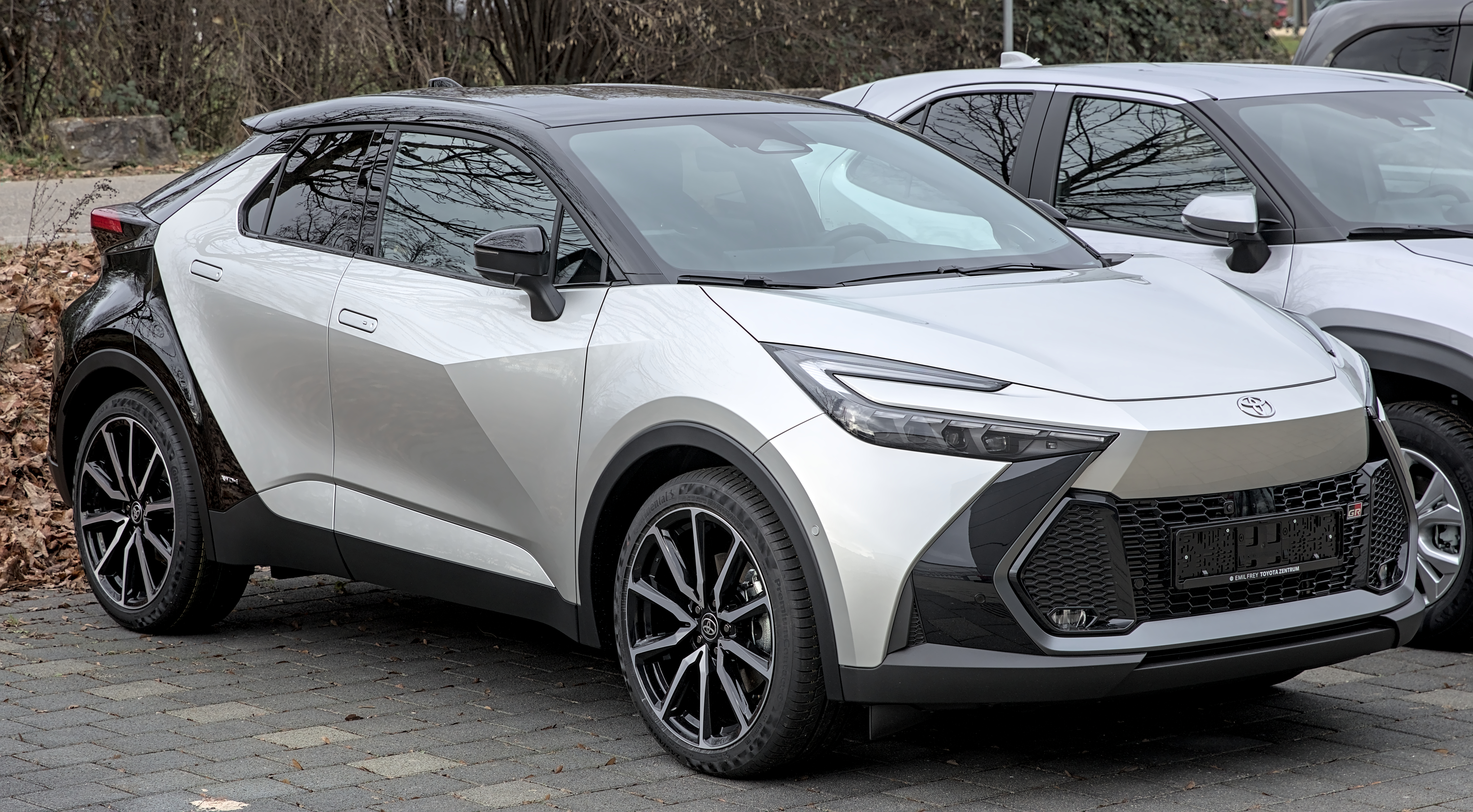
C-HR II

Il concept  "Toyota C-HR Prologue", reso pubblico il 6 dicembre 2022, ha anticipato la seconda generazione del modello.
La seconda generazione della Toyota C-HR è stata annunciata il 26 giugno 2023 e lanciata ufficialmente nell'ottobre 2023. È disponibile con vernice bicolore e ha un corpo più affilato ed elegante rispetto al modello precedente. La C-HR ora presenta il nuovo stile del design Toyota, con i fari a forma di C che si trovano anche sulla Prius XW60 e sulla Aygo X Concept. Presenta caratteristiche simili al modello precedente dal quale deriva, come lo stile della carrozzeria a due volumi. Ora la trasmissione è esclusivamente ibrida, introducendo per la prima volta un'opzione ibrida plug-in, sebbene il PHEV non sarà venduto in Australia.
Come nel modello precedente, i modelli base hanno un display della console da 8 pollici mentre i modelli di fascia alta includono un doppio schermo di infotainment da 12,3 pollici.
La Toyota C-HR GR Sport è dotata di cerchi da 20 pollici con un sistema di trazione integrale che utilizza il sistema E-four 4WD del marchio. Dispone di due motori elettrici con una potenza di 145 kW (194 CV).